# Boiruna
Boiruna is een geslacht van slangen uit de familie toornslangachtigen (Colubridae) en de onderfamilie Dipsadinae.

## Naam en indeling
Het geslacht werd lange tijd tot de familie toornslangachtigen (Colubridae) gerekend. Er zijn twee soorten, de wetenschappelijke naam van de groep werd voor het eerst voorgesteld door Hussam Zaher in 1996.

### Soorten
Het geslacht omvat de volgende soorten, met de auteur en het verspreidingsgebied.
| Naam              | Auteur          | Verspreidingsgebied                              |
| ----------------- | --------------- | ------------------------------------------------ |
| Boiruna maculata  | Boulenger, 1896 | Bolivia, Brazilië, Argentinië, Uruguay, Paraguay |
| Boiruna sertaneja | Zaher, 1996     | Brazilië                                         |

## Verspreidingsgebied
De slangen komen voor in delen van Zuid-Amerika en leven in de landen Bolivia, Brazilië, Argentinië, Uruguay en Paraguay.

## Beschermingsstatus
Door de internationale natuurbeschermingsorganisatie IUCN is aan een soort een beschermingsstatus toegewezen. Boiruna maculata wordt beschouwd als 'veilig' (Least Concern of LC).